# Johansoniaceae
Johansoniaceae is een familie van schimmels uit de orde Capnodiales. Het typegeslacht is Johansonia.

## Geslachten
Volgens Index Fungorum bevat de familie de geslachten:
- Johansonia